# 宇佐美なな
宇佐美 なな（うさみ なな、1985年10月23日　-　）は、日本の女優で、MUH〜の元メンバーである。本名、宇佐美 奈々（読み同じ）。千葉県出身。ヒラタオフィスに所属していた。愛称はななっぺ、なぁちゃん。イメージカラーは水色。

## 性格
メンバーの世話や熱く語ることが好きで、人間観察能力に長けている。

## 出演

### テレビ
- 秋葉な連中（2002年、テレビ東京）
- 品川庄司の秋葉★りむじん（2003年、テレビ東京）
- こちら本池上署（TBS）
- ケータイ刑事 銭形海1stシリーズ（2007年、BS-i、）

### 映画
- けっこう仮面 RETURNS（2004年）- 平野洋子 役
- 隙魔（2005年）- 佐々木ハルナ 役